# Restytucyjne monety

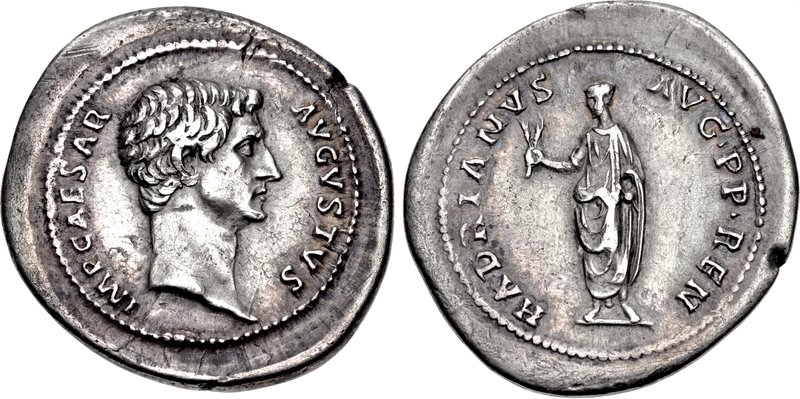
Renowacyjna moneta Augusta bita za Hadriana (cystofor)

Restytucyjne monety (od łac. restituere – przywracać) – w mennictwie rzymskim dawne typy monet przywracane w późniejszym czasie przez innych emitentów i wprowadzane do obiegu jako współczesne.
Zwane też monetami renowacyjnymi, czyli odnowionymi (od łac. renovatio – odnowienie), wybijane były w okresie cesarstwa od panowania Tytusa do Marka Aureliusza. W istocie stanowią kopie monet wcześniejszych (także z czasów Republiki), które dla odróżnienia od pierwowzoru zaznaczano w legendzie formułą RESTITVIT (albo skrótem REST[ituit]) względnie REN[ovatio], dodając też imię aktualnego władcy, który je wypuścił. Celem tych emisji było podtrzymanie pamięci o wybitnych poprzednikach, których podobiznę umieszczano na awersie. Są charakterystyczne dla panowania Tytusa, Domicjana, Nerwy, Trajana, Hadriana i Lucjusza Werusa.
Zazwyczaj jako niższe nominały  bito je z brązu, lecz w późniejszym cesarstwie, wobec postępującej dewaluacji wypuszczano je również jako monety srebrne (zwłaszcza antoniniany). Ze względu na inskrypcje i przedstawienia bliskie są monetom konsekracyjnym i często z nimi mylone. Podobnie jak one, w mennictwie rzymskim należą do kategorii monet pośmiertnych.